# 29898 Richardnugent
29898 Richardnugent è un asteroide della fascia principale. Scoperto nel 1999, presenta un'orbita caratterizzata da un semiasse maggiore pari a 3,2242551 au e da un'eccentricità di 0,0242864, inclinata di 8,12966° rispetto all'eclittica.